# Baie-des-Ha! Ha!
Cet article possède un paronyme, voir Baie des Ha! Ha!.
Baie-des-Ha! Ha! est un village situé près de la baie des Ha! Ha! en Basse-Côte-Nord dans la Côte-Nord au Québec dans la municipalité de Gros-Mécatina.

## Annexe

### Source en ligne
- Commission de toponymie du Québec